# Schizochlamydaceae
Schizochlamydaceae, porodica zelenih algi, dio reda Sphaeropleales. Sastoji se od dva priznata roda s ukupno pet vrsta.

## Rodovi
1. Planktosphaeria G.M.Smith, 2
2. Schizochlamys Braun ex Kützing, 3